# Unastoria
Unastoria (reso graficamente unastoria) è un romanzo a fumetti pubblicato dall'autore italiano Gian Alfonso Pacinotti, in arte Gipi, nel 2013.
Il fumetto utilizza la tecnica dell'acquarello ed è stato stampato in Italia da Coconino Press, mentre un'edizione francese è uscita nel 2014 per l'editore Futuropolis con il titolo Vois comme ton ombre s'allonge, ricevendo un buon riscontro di critica.
Unastoria è stato candidato al Premio Strega 2014, rientrando tra i dodici finalisti e segnando la prima volta di un romanzo a fumetti in lizza per l'ambito premio letterario. Ciò suscitò un vivace dibattito circa la validità della partecipazione di un'opera a fumetti a un concorso di natura prettamente letteraria.

## Edizioni
- Gipi, Unastoria, Bologna, Coconino Press-Fandango, 2013, ISBN 9788876182495.
- Gipi, Vois comme ton ombre s'allonge, traduzione di Hélène Dauniol-Remaud, Bayou, Parigi, Futuropolis, 2014,  p. 128.
- Gipi, Unastoria, collana Gipi n. 2, Roma, Repubblica-L'Espresso, 2018.